# پیورمسکی وی‌ال
پیورمسکی وی‌ال (به انگلیسی: VL_Pyörremyrsky) یک هواگرد ملخ‌پیشین تک‌موتوره از نوع Prototype fighter ساخت شرکت Valtion lentokonetehdas است. هواگرد پیورمسکی وی‌ال نخستین پروازش را در ۲۱ نوامبر ۱۹۴۵ میلادی انجام داد. در مجموع، تعداد ۱ فروند از این هواگرد ساخته شده‌است.